# دليك يارقان (غرمي)
دليك يارقان (مقاطعة غرمي) (بالإنجليزية: Delik Yarqan)‏ هي قرية تقع في أردبيل في إيران. يقدر عدد سكانها بـ 53 نسمة .